# Стоян Аспровски
Стоян Аспровски (на македонска литературна норма: Стоjан Аспровски) е офицер, генерал-полковник от СФРЮ.

## Биография
Роден е на 18 октомври 1929 г. в Лерин. Завършва основно образование през 1938 г. Участва в комунистическата съпротива от септември 1944 до май 1945 г. След това до 1951 г. е началник на канцелария. През 1951 г. завършва подофицерско училище. Службата си започва като командир на взвод до 1959 г. Между 1959 и 1961 г. е офицер във Второ управление на Генералния щаб на ЮНА. В периода 1961 – 1966 г. е началник на група за криптозащита към Второ управление на Генералния щаб на ЮНА. През 1966 г. завършва Висша военна академия. След това е офицер в аналитичното отделение на Второ управление на Генералния щаб (1966 – 1968). От 1968 до 1969 г. е началник-щаб на пехотен полк. През 1971 г. завършва Школа за национална отбрана. Между 1979 и 1982 г. е началник на Военната академия на Сухопътните войски на ЮНА. В периода 1982 – 1985 г. е началник на Републиканския щаб на териториалната отбрана на Социалистическа република Македония. Между 1985 и 1991 г. е командир на републиканския щаб за териториална отбрана на Социалистическа република Македония.

## Военни звания
- Подпоручик (1951)
- Поручик (1955)
- Капитан (1959)
- Капитан 1 клас (1962)
- Майор (1965)
- Подполковник (1969), извънредно
- Полковник (1973), извънредно
- Генерал-майор (1978)
- Генерал-лейтенант (1985)
- Генерал-полковник (1990)

## Награди
- Медал за храброст 1947 година;
- Медал за заслуги пред народа 1947 година;
- Медал за военни умения 1953 година;
- Орден за военни заслуги със сребърни мечове 1958 година;
- Орден на Народната армия със сребърна звезда 1967 година;
- Орден за военни заслуги със златни мечове 1971 година;
- Орден на Югославското знаме със златен венец 1982 година;
- Орден на Народната армия с лавров венец 1987 година.